# ドラゴンクエストウォーク
『ドラゴンクエストウォーク』（DRAGON QUEST WALK）は、スクウェア・エニックスとコロプラによって共同開発され、スクウェア・エニックスによってリリースされている、Android・iOS対応の位置情報RPGである。略称は『ドラクエウォーク』、『DQウォーク』、『DQW』。

## 経緯

### リリースまで
2019年6月3日に、スクウェア・エニックスが「スマートフォン向け『ドラゴンクエスト』新作発表会」と題して行った発表会で、アプリのタイトルと大まかな仕様、リリースが今年度中であることが明らかとなった。この発表会では、当時Pokémon GOが注目を集めていた2016年ごろに、のちにドラゴンクエストウォークのプロデューサーとなる柴貴正がドラゴンクエスト原作者の堀井雄二に、位置情報とドラゴンクエストと掛け合わせて面白いことができないかと相談したことが本作誕生の経緯であることも明かされた。株式市場では、新作への期待感からか開発する2社の株価が急騰し、両者ともに年初来高値を更新した。特にコロプラの株価はストップ高を記録した。同時に体験会（ベータ版）の実施も発表され、計2万人が6月11日から16日の間楽しんだ。
9月5日、正式版のリリース日を9月12日とすることが発表され、同時にApp Store、Google Play Storeで事前予約が始まった。11日には、プレイはできないものの、アプリケーションがダウンロードできるようになり、当初予定されていた翌日の12日からプレイできるようになった。

### リリース後
リリース翌日の13日にはApp Store (iOS) のセールスランキングで首位となり、14日にはAndroidとiOSの累計ダウンロード数が300万件に達した。17日にはGoogle Playのゲームカテゴリにおける売上ランキングでも首位を獲得し、同時に500万件の累計ダウンロードも達成した。両社の株価も急騰し、スクウェア・エニックスは新作発表会の株価を超える年初来高値を更新し、自社の不祥事のために低迷気味であったコロプラもストップ高を記録した。

### 歴史
- 2019年
  - 6月3日 - 制作発表
  - 6月11日 - 体験会（ベータ版）実施（首都圏在住者のみが対象。抽選。6月16日まで。引き継ぎなし）
  - 9月11日 - iOS・Android版が配信、ダウンロードが可能に
  - 9月12日 - iOS・Android版がサービス開始
  - 9月14日 - 300万ダウンロード突破
  - 9月17日 - 500万ダウンロード突破
  - 9月19日 - 初代『ドラゴンクエスト』イベントが開始[19]
  - 10月16日 - 800万ダウンロード突破と記念クエスト配信を発表[20]
  - 10月21日 - バージョン1.1.0公開。「称号」機能や「こころグレードアップ」可能絞込機能が追加[21]
  - 11月15日 - 1000万ダウンロード突破[22]
  - 11月21日 - 『ドラゴンクエストIV』イベント開始と新機能『心珠』追加
  - 12月27日 - 『大冒険伝説のおせちを探して』イベント開始
- 2020年
  - 1月28日 - 上級職開放。サントリーBOSSとのコラボイベント開始（3月31日まで）[23][24]
  - 2月13日 - 『あくま大王』イベント開始
  - 2月27日 - ストーリークエスト第6章配信開始、『ひなまつりイベント』イベント開始
  - 3月12日 - 『ハーフアニバーサリー』イベント開始
  - 3月30日 - 『ドラゴンクエストIII』イベント開始[注 1]
  - 5月14日 - ストーリークエスト第7章配信開始
  - 5月27日 - 『スライムカーニバル』イベント開始
  - 6月25日 - 『砂漠といにしえの神殿』イベント開始
  - 7月9日 - 『南の島とあぶない果実』イベント開始
  - 8月6日 - 『炎の山巣食う竜たち』イベント開始
  - 8月26日 - ストーリークエスト第8章配信開始
  - 8月27日 - 『1周年前夜祭』イベント開始
  - 9月12日 - 『1周年記念イベント 導きの英雄たち』イベント開始と同時に新機能『ほこら』開始
  - 9月28日 - バトルコンテンツ『ほこら』と新機能『ルーラ』および『職業熟練度』追加
  - 10月22日 - 『おかしな集いと封印されし悪魔（ハロウィン）』イベント開始
  - 11月16日 - 『ウォークぶらり旅キャンペーン』開始
  - 11月26日 - 『ダイの大冒険 アバンの使徒編』イベント開始
- 2021年
  - 1月15日 - 『いてついた王国と炎熱の兄妹』イベント開始
  - 2月5日 - ストーリークエスト第9章配信開始
  - 2月12日 - 『海賊アロン航海記 亡国の人魚姫』イベント開始
  - 3月12日 - 『ドラゴンクエストVII』『1.5周年記念WALKフェス』イベント開始
  - 4月27日 - ストーリークエスト第10章配信開始と同時に『超連戦組手』開始
  - 5月13日 - 『ドラゴンクエスト』復刻イベント開始
  - 5月13日 - 『ドラゴンクエストII』イベント開始
  - 7月8日 - 『魔法戦士の光と影』イベント開始
  - 7月21日 - 『あぶない水着イベント'21 ～導かれし夏休み達～』イベント開始
  - 8月19日 - 『小さな島の大きな魔鳥～リバーロ探検日記～』イベント開始
  - 8月26日 - 『2周年前夜祭』イベント開始
  - 9月12日 - 『2周年記念 ドラゴンクエストV』イベント開始と同時に新機能『なかまモンスター』追加
  - 11月8日 - ストーリークエスト11章配信開始
  - 11月11日 - 『バトルマスターと不死の騎兵』イベント開始
  - 11月26日 - 『ドラゴンクエストモンスターズ』イベント開始
- 2022年
  - 1月14日 - 『豪氷の四天王』イベント開始
  - 2月10日 - 『ドラゴンクエストIII　ジパング篇』イベント開始
  - 3月10日 - 『2.5周年記念 忘れえぬ旅』イベント開始
  - 4月7日 - ストーリークエスト12章配信開始
  - 4月7日 - 『いてついた王国と炎熱の兄妹復刻』イベント開始
  - 4月11日 - 『海賊アロン航海記II　ゆうれい船を追え』イベント開始
  - 4月27日 - 『失われしふっかつのじゅもん』イベント開始
  - 5月27日 - 『ドラゴンクエストVIII』イベント開始
  - 7月7日 - 『賢者と受け継がれしさとりのしょ』イベント開始
    - 新しいこころの色「虹」が初実装（勇者姫アンルシア）

  - 7月25日 - 『ドラゴンクエストX』イベント開始
  - 8月29日 - 『3周年前夜祭』イベント開始
  - 9月12日 - 『3周年イベント「黄金の勇気」』イベント開始と同時に新機能『カジノ』が追加
  - 10月27日 - 『ドラゴンクエストIV神官クリフト外伝』イベント開始
  - 12月1日 - 『ダイの大冒険 竜の騎士編』イベント開始
  - 12月3日、4日 - 万博記念公園（大阪府吹田市）で初のリアルウォーキングイベントを開催[27]

- 2023年
  - 1月17日 - 『影なる守護者 ニンジャ見参！』イベント開始
  - 1月31日 - ストーリークエスト13章配信開始
  - 2月14日 - 『歪められた真実とラーのかがみ』イベント開始
  - 3月10日 - 台湾でプレイ可能になる
  - 3月14日 - 『3.5周年記念 彼方より来たる魔剣』イベント開始
  - 4月11日 - 『ゲルダ＆ヤンガス大盗賊の宝島』イベント開始
  - 4月27日 - 『スライム冒険譚～勇者は征くよどこまでも～』イベント開始、新機能『まものランド』追加
  - 5月27日 - 『ドラゴンクエストVI』イベント開始
  - 7月26日 - 『あぶない夏の異世界旅行』イベント開始
  - 8月24日 - 『4周年前夜祭』イベント開始、ストーリークエスト14章配信開始
  - 9月12日 - 『4周年記念 ドラゴンクエストIX』イベント開始と同時に新機能『宝の地図』『リッカの宿屋』『ふるさとスライム』、期間限定特級職で「じぶん」のみが無条件で転職可能な『守護天使』が追加
  - 11月9日 - 『小さな翼たち』イベント開始
  - 2023年11月24日 - ドラゴンクエストモンスターズの発売25周年で、こころ配合機能を期間限定で実装

- 2024年
  - 1月1日 - 辰年の始まりにあわせて特級職『ドラゴン』が実装
  - 1月31日 - ストーリークエスト15章配信開始
  - 4月4日 - 新しいこころの色「黒」が初実装（キラーマジンガ）
  - 5月27日 - 『ドラゴンクエストIII』ReWALKイベント開始
  - 10月24日 - ストーリークエスト16章配信開始
- 2025年
  - 1月1日 - 新職業『魔人』追加
  - 3月12日 - 『ドラゴンボール』40周年と本作の5.5周年を記念して『ドラゴンボール』とのコラボイベント開始（4月30日まで）
  - 4月30日『思い出の冒険旅行～みんな笑顔ではいポーズ～』GWイベント開始
  - 5月27日 - 『ドラゴンクエストVIII』ReWALKイベント開始

## ゲームシステム
本作は位置情報ゲームであり、現実世界のプレイヤーが移動することでゲーム内のアバターも移動する。実際に歩いて達成するクエストを複数回行い、新しいストーリークエストを開放するのに必要な「導きのかけら」を集めながら進めていく、というのが本ゲームの基本的な流れである。

### 総論
クエストを始めようとすると、目的地として複数箇所が候補に挙がる。表示された目的地候補には、出発地点からの距離に応じて「導きのかけら」の貰える個数が設定されており、出発地点からの距離が遠ければ遠いほどより多くの導きのかけらを貰える。適当な候補が表示されない場合は、「どこでも目的地」という機能（1日1回のみ）や「導きのつばさ」というアイテムを使用することで開始時点から半径150メートル以遠の任意の場所を目的地に設定することもできる。目的地を選ぶとクエストが始まり、フィールド画面に移行する。目的地はクエストが始まった後も再設定できるが、その場合再設定前に設定する際に使った「導きのつばさ」などは戻ってこない。
フィールド画面は、ドラゴンクエスト風に書き改められた地図を斜め上から見下げたような画面で、モンスターや「かいふくスポット」をはじめとする様々なオブジェクトが出現する。モンスターをタップすると戦闘が始まり、通常攻撃やスキルを用いてそのモンスターを倒さなければならない。戦闘中にモンスターから攻撃を受ければHPが減少し、スキルを使うとスキルに応じてMPが消費される。モンスターを倒すと経験値が貰え、これを貯めることでプレイヤーのレベルと能力値が上昇する。また、モンスターを倒した際は「（モンスター名）のこころ」と呼ばれるアイテムを入手できることがあり、これを装備するとプレイヤーの能力値が上昇する。緑色のかいふくスポットをタップすると、最大HP・MPの約半分を回復させられるほか、アイテムを入手できることもある。
クエスト開始時に設定した目的地に到達するとクエストは成功し、設定されていた個数分の「導きのかけら」を入手できる。

### メガモンスター、ギガモンスター
冒険ランク10になると、メガモンスターと呼ばれる巨大なモンスターがフィールド画面に登場することがある。これはPokémon GOにおける「レイドバトル」と似たようなもので、「とうばつ手形」「特別とうばつ手形」というアイテムを使うことでのみ戦闘に参加できる。この時、同時に戦闘に参加しているメガは8人、ギガは30人のプレイヤーと一緒に参加することができ、モンスターを倒すのに成功すると、与えたダメージ量に応じたアイテムが貰える。
2022年4月から新たに追加された上級者向け「ギガモンスター」が実装された。
こちらは全国対戦で討伐Pにも含んでおり、「並ギガ（推奨レベル：上級職50）（獲得P：750）」と「特ギガ（推奨レベル：上級職75）（獲得P：1000）」の2パターンがある。但し「特ギガ」の方は平均レベルが「上級職75」、「特級職25」以上にならないと挑戦できない仕様となっているので注意。
2024年4月、ご当地メガモンスターが実装された（「北海道・東北」「関東・中部」「近畿・中国」「四国・九州・沖縄・台湾」それぞれの地方限定で出現する4種類）

### 自宅
冒険ランク3になると、プレイヤーはフィールド上の任意の場所に「自宅」を設定できるようになる。「自宅」とは呼ばれるが、プレイヤーの実際の自宅の場所を設定する必要はなく、場所の変更も24時間の間隔を取れば可能である。自宅に設定された場所を訪れると、1時間に1回HPとMPを全回復できる。また、自宅の中はゲーム上で入手した「家具」を使って模様替えしたり、模様替えした自宅を他のプレイヤーに公開したりできる。自宅の公開設定は3種類あり、自宅として設定された場所をほとんど変えずに公開したり、1キロメートルから3キロメートル程度ずらした場所に公開したり、あるいは公開しないことを選ぶこともできる。
自宅を離れてから戻ってくると「おでかけボーナス」も貰え、歩いた歩数や触ったかいふくスポットの個数等に応じてポイントと経験値を貰える。このポイントを貯めることで、家具を貰ったり、家を広げたりできる。
他のプレイヤーの自宅を「いいね」することもできる。「いいね」をすると、「いいね」をされたプレイヤーの「訪問者リスト」にプレイヤー名が残る。またそのプレイヤーにフレンド申請を行うこともできる。

### ステータス
ステータスには「さいだいHP」「さいだいMP」「こうげき力」「しゅび力」「こうげき魔力」「かいふく魔力」「ちから」「みのまもり」「すばやさ」「きようさ」があり、主に装備、職業、こころによって強化されるが、なかまモンスターずかん、ふるさとスライムなどによっても変動する。装備やこころによっては、現在地がどの地方なのか、現在地の天気予報によっても変動がある。各ステータス値は4桁まで表示される。戦闘終了時にHPが0になったキャラクターは、戦闘終了後には残りHPが1で生き返る。

### 職業
キャラクターにはそれぞれ職業（後述）が割り当てられており、職業ごとに覚えるスキルや高めまたは低めに設定されている能力が異なる。ゲームが進行するとこれを変更することができ、装備ごとに装備の能力を最大限に生かせる職業がそれぞれ異なるため、手持ちや使いたい装備に合わせて転職することになる。職業のレベルアップで身につけたスキルを転職後に他の職業に継承されることはない。ただし、一部のステータス上昇の効果は他の職業にも継承される。
2025年4月現在、以下の職業があり、2つの基本職が50レベルに到達すると上級職に、2つの上級職が70レベルに到達すると特級職に転職可能となる。（指定された組み合わせがあり、一部の例外もある）
- 基本職：戦士、魔法使い、僧侶、武闘家、盗賊、踊り子、遊び人

- 上級職：
  - バトルマスター（戦士＋武闘家）
  - 賢者（魔法使い＋僧侶or遊び人をレベル55にする）
  - レンジャー（武闘家＋盗賊）
  - 魔法戦士（戦士＋魔法使い）
  - パラディン（戦士＋僧侶）
  - スーパースター（踊り子＋遊び人）
  - 海賊（戦士＋盗賊）
  - まものマスター（なかまモンスター図鑑に35種類以上登録）

- 特級職：
  - ゴッドハンド（バトルマスター＋パラディン）
  - 大魔道士（賢者＋魔法戦士）
  - 大神官（賢者＋スーパースター）
  - ニンジャ（レンジャー＋海賊）
  - 魔剣士（バトルマスター＋魔法戦士）
  - 守り人（パラディン＋スーパースター）
  - ドラゴン（まものマスター＋海賊）
  - 天地雷鳴士（賢者、レンジャー、まものマスターからいずれか2職）
  - 魔人（バトルマスター＋まものマスター）

### 攻撃の種類
スキルを使うことによって様々な攻撃方法があるが、「斬撃」「体技」「じゅもん」「ブレス」の4種類のいずれかに分類される。それぞれに応じた強化方法があるが、例えば「斬撃」で与えるダメージを増やすには、ステータスの「ちから」を上げるだけでなく、「スキルの斬撃ダメージ+10%」などの効果を得ることも重要である。受けるダメージを減らす方法として、ステータスの「しゅび力」を上げるだけでなく、「斬撃耐性+5%」などがある。敵に一度に与えるダメージは容易に1万を超え、好条件が揃えば10万を超えることもある。

#### 属性、系統
ダメージの計算方法には、属性と系統も重要である。
属性：メラ、ギラ、ヒャド、バギ、デイン、ジバリア、イオ、ドルマ、表記なし（無属性）
系統：スライム系、けもの系、ドラゴン系、虫系、鳥系、植物系、物質系、マシン系、ゾンビ系、悪魔系、エレメント系、怪人系、水系、？？？？系

### 装備
キャラクターは武器、盾、頭、鎧（上）、鎧（下）、アクセサリー（2個）を装備することが可能。

### 装備の入手
ふくびき（ガチャ）により無料および有料でランダムに装備品を入手する。ログインボーナス等で一定回数は無料で引くことができ、その他には回復スポット、戦闘回数、歩数によってマイレージを貯める必要がある。
★5の装備が手に入る確率は7%で、ピックアップ（限定）装備は2%（各0.5%が4つ）とゲーム内に表示されている。

### 装備の強化
装備の強化の方法には以下がある。
- 限界突破：複数の同一装備を所持している場合に、1つを犠牲にする代わりにレベルの上限を上げる。
- 強化：そうび強化石を使用して、レベルを上げることにより攻撃力や守備力を上げる。
- 錬成：★5の一部の武器では錬成が可能であり、その武器を装備した状態での一定の戦闘回数と導きのかけらの消費により固有スキルの強化などの特典がある。錬成の条件にはフィールドに落ちている輝石が必要な場合もある。
- 錬金釜：★5の一部のアクセサリーでは錬金が可能であり、そのアクセサリーを装備した状態でフィールドに落ちている素材を拾うことで性能を強化する特典がある。

#### 錬金百式
指定された★5のアクセサリーを強化するために、週に100回までボスと戦闘して必要な素材を集める。

### こころ
モンスターを倒すとモンスターのこころを落とすことがあり、それをキャラクターが装備することによりステータスが強化される。モンスターに限らずシリーズ作品の人間キャラクターのこころもある。フィールドには「確定」または「高確率」でこころを得られるスポットがあり、移動してそこでモンスターを倒すことによりこころを集めやすくなっている。
こころのカテゴリーには主に5種類あり、黄（戦士）、紫（魔法使い）、緑（僧侶）、赤（武闘家）、青（盗賊）であり、一部は特殊な色のこころもある。
同じこころを複数所持することによりD→C→B→A→Sとグレードアップが可能で、一部のこころでは宝珠を集めることによりSを覚醒してさらに強化することが可能である。
装備可能なこころの数は、基本職では3個、上級職では4個、特級職では4個である。異なるグレードであっても同じこころを複数装備することはできない。
全てのこころには「コスト」が設定されており、キャラクターが持つコスト上限の範囲内でこころを装備することが可能。各職業のレベルを上げることによってコスト上限が上がり、より高コストで強力なこころを装備できることを目指す。

#### こころ道
特級職では一定のレベルに達すると、こころ道によってこころSを装備することで強化が可能。

#### 覚醒千里行
一部のこころSを覚醒させるための特別なイベント。週末のみ挑戦が可能となっている（金曜日15時から日曜日15時までの48時間）。

### 心珠
心珠ポイントを集めることによりランダムで心珠を獲得できる。心珠にもDからSの性能がある。
キャラクターはどの職業でも2個の心珠を装備できる。

### ほこら
フィールド上に10～12種類程度の様々な難易度のモンスターのほこらがあり、攻略するとモンスターのこころと、石板（上級職の熟練度を上げるアイテム）が手に入る。フィールド上のほこらに近づいて「ルーラ登録」しておくと、ルーラポイントを消費してどこからでも戻って対戦しに行くことができる。

### 強敵
フィールド上にイベントに関連する強敵がいる。イベントにより同時に2～5種類の強敵がいて、出現させる強敵をプレーヤーが選択する。ほこらと同様に「ルーラ登録」が可能。強敵が出現する状態であれば、移動しなくとも1時間に1回出現する。

### 馬車
戦闘中に馬車のスタンバイ仲間と入れ替えが可能。2024年3月にテリーが初実装された。

### 宝の地図
歩数や戦闘回数に応じて宝の地図が入手でき、そのボスを倒すことによって、報酬が得られる。ボスと3種類のお供モンスターが設定されており、それらのモンスターを倒すとこころを確定で得られる。
導きのかけらを消費することにより、他のプレイヤーがシェアした宝の地図を入手できる。導きのかけらの保持できる上限は6000であり、6000を消費して手に入る宝の地図に出現するモンスターは非常に強力なこころであることが多い。

#### ふるさとスライム
宝の地図はプレイヤーの都道府県が設定されており、攻略した地域（関東、近畿等）に応じてステータス上昇の効果を得られる。自分がいる場所（地域）限定での効果もある。

### ウォークモード
Pokémon GOをはじめとする位置情報ゲームでは、歩きスマホが社会問題となっていたが、ドラゴンクエストウォークでは「ウォークモード」というモードを追加することで解消を図っている。このモードにすると、「一定速度」で移動しているときに限って、自動的に周辺のモンスターとエンカウントや戦闘をしたり、かいふくスポットでHPやMPを回復したりしてくれるものの、自宅も含めた家や目的地に入ることができないというデメリットもある。また、移動速度が車や電車のように早すぎたり、逆に全く動いていない状態だったりすると機能しない。さらに、端末がスリープモードであったり、バックグラウンド処理されていたりするときは動作しない。

### リセマラ
第1章第1話をクリアするとふくびき（ガチャ）が引けるようになるが、入手した装備が気に入らないときにアンインストールと再インストールを繰り返すことでリセマラできる。ただし、第1章第1話のクリアには、目的地を設定して実際に歩く必要があるため「リアルマラソン」とも称されている。しかし、1日1回どこでも目的地というものがあり、自分の近くに置くことができるため歩かなくてもリセマラは可能である。

### おみやげ
都道府県毎に4つずつおみやげが設定されている。おみやげ毎のランドマークに行くと、ご当地クエストが解放され、他のクエスト同様に、目的地を設定し、クエストを達成すると、おみやげを入手することができる。コロプラでもおなじみのおみやげであるが、コロプラ同様おみやげ自体に効果はなく、フレンドに送る等の用途しかない。また、複数個購入するには、有償ジェムでのみ購入可能となる。一部の場所では、入場料等を支払う必要がある。

#### 都道府県のおみやげ
| 都道府県 | 場所                             | おみやげ                 |
| -------- | -------------------------------- | ------------------------ |
| 北海道   | 宗谷岬                           | メロンスライム           |
| 北海道   | さっぽろテレビ塔                 | ジンギスカン             |
| 北海道   | 特別史跡五稜郭跡                 | みそラーメン             |
| 北海道   | 釧路湿原展望台                   | 毛ガニ                   |
| 青森県   | 弘前城                           | りんごスライム           |
| 青森県   | 三内丸山遺跡                     | ねぶたの人形             |
| 青森県   | 八食センター                     | 大間のマグロ             |
| 青森県   | 奥入瀬渓流                       | にんにく                 |
| 岩手県   | 中尊寺金色堂                     | わんこそばスライム       |
| 岩手県   | 小岩井農場                       | 冷麺                     |
| 岩手県   | 浄土ヶ浜                         | 南部の鉄瓶               |
| 岩手県   | 龍泉洞                           | 銀河鉄道の模型           |
| 宮城県   | 伊達政宗騎馬像                   | 独眼流スライム           |
| 宮城県   | 日本三景展望台                   | 笹のかまぼこ             |
| 宮城県   | 白石城                           | 牛タン                   |
| 宮城県   | 鳴子温泉鬼首かんけつ泉           | ずんだもち               |
| 秋田県   | 男鹿なまはげ館                   | なまはげスライム         |
| 秋田県   | 秋田市ポートタワー               | きりたんぽ               |
| 秋田県   | 角館武家屋敷                     | 秋田犬の置物             |
| 秋田県   | 道の駅象潟ねむの丘               | ハタハタ                 |
| 山形県   | 山寺                             | さくらんぼスライム       |
| 山形県   | 蔵王温泉大露天風呂               | 花笠                     |
| 山形県   | 銀山温泉                         | 将棋の駒の置物           |
| 山形県   | 上杉神社                         | 西洋のナシ               |
| 福島県   | 大内宿                           | アカベコスライム         |
| 福島県   | 会津若松城(鶴ヶ城)               | 白虎隊の木刀             |
| 福島県   | アクアマリンふくしま             | 喜多方ラーメン           |
| 福島県   | あぶくま洞                       | 磐梯山の置物             |
| 茨城県   | 袋田の滝                         | 水戸黄門スライム         |
| 茨城県   | 六角堂                           | ねばねばの納豆           |
| 茨城県   | 笠間芸術の森公園                 | 結城紬の反物             |
| 茨城県   | 大洗マリンタワー                 | あんこう                 |
| 栃木県   | 竜頭の滝第一観瀑台               | いちごスライム           |
| 栃木県   | 餃子像                           | ぎょうざ                 |
| 栃木県   | 日光東照宮陽明門                 | 眠りの猫                 |
| 栃木県   | 那須高原                         | かんぴょう               |
| 群馬県   | 鬼押出し園                       | だるまスライム           |
| 群馬県   | 富岡製糸場浅間寮                 | かいこのまゆ             |
| 群馬県   | 草津温泉湯畑                     | 温泉の置物               |
| 群馬県   | 土合駅                           | 焼きまんじゅう           |
| 埼玉県   | さいたまスーパーアリーナ         | せんべいスライム         |
| 埼玉県   | 越谷イオンレイクタウン           | ひな人形                 |
| 埼玉県   | ベルーナドーム                   | 白いまんじゅう           |
| 埼玉県   | 長瀞玉淀自然公園                 | 深谷ねぎ                 |
| 千葉県   | 幕張メッセ                       | 落花生スライム           |
| 千葉県   | 成田空港第二ターミナルビル       | 飛行機の模型             |
| 千葉県   | うみほたる                       | 梨(幸水)                 |
| 千葉県   | 鴨川シーワールド                 | シャチのぬいぐるみ       |
| 東京都   | 東京タワー                       | メイドスライム           |
| 東京都   | 渋谷109                          | 忠犬の像                 |
| 東京都   | 浅草寺雷門                       | 雷のちょうちん           |
| 東京都   | 高尾山山頂                       | もんじゃ焼き             |
| 神奈川県 | 横浜ランドマークタワー           | チャイナスライム         |
| 神奈川県 | 鎌倉大仏                         | 大仏の像                 |
| 神奈川県 | 三笠公園                         | 赤いレンガの建物         |
| 神奈川県 | 小田原城                         | 小田原のかまぼこ         |
| 新潟県   | 林泉寺山門                       | 米俵スライム             |
| 新潟県   | マリンピア日本海                 | 笹団子                   |
| 新潟県   | フォッサマグナミュージアム       | 珍しい鳥の置物           |
| 新潟県   | 佐渡金山                         | たらい舟                 |
| 富山県   | 富山城                           | チューリップスライム     |
| 富山県   | 氷見市潮風ギャラリー             | 寒ブリ                   |
| 富山県   | 高岡市美術館                     | ホタルイカ               |
| 富山県   | 宇奈月温泉                       | 大きなダムの置物         |
| 石川県   | 松井秀喜ベースボールミュージアム | 金獅子スライム           |
| 石川県   | 金沢駅                           | 名園の灯篭               |
| 石川県   | 千里浜渚ドライブウェイ           | 薄い金箔                 |
| 石川県   | 輪島朝市                         | うるし塗りのお椀         |
| 福井県   | 恐竜博物館                       | 恐竜の化石スライム       |
| 福井県   | 一乗谷朝倉氏遺跡                 | 越前の和紙               |
| 福井県   | 東尋坊                           | 荒々しい岩               |
| 福井県   | 氣比神宮                         | めがね                   |
| 山梨県   | 武田信玄公の銅像                 | ももスライム             |
| 山梨県   | 萌木の村                         | ワイン                   |
| 山梨県   | 富士急ハイランド鉄骨番長         | 北側の富士山の置物       |
| 山梨県   | 昇仙峡                           | ほうとう鍋               |
| 長野県   | 善光寺                           | そばスライム             |
| 長野県   | 諏訪大社下社秋宮                 | ミネラルウォーター       |
| 長野県   | 松本城                           | わさび                   |
| 長野県   | 高遠城址公園                     | おやき                   |
| 岐阜県   | 郡上八幡城                       | さるぼぼスライム         |
| 岐阜県   | 黄金の織田信長像                 | 鵜飼い                   |
| 岐阜県   | 白川郷                           | 合掌造りの家             |
| 岐阜県   | 下呂温泉                         | 高山祭の屋台の置物       |
| 静岡県   | 三保の松原                       | お茶スライム             |
| 静岡県   | 浜松城跡                         | うなぎ                   |
| 静岡県   | 御殿場プレミアム・アウトレット   | 南側の富士山の置物       |
| 静岡県   | 白浜大浜海水浴場                 | ピアノ                   |
| 愛知県   | 名古屋城                         | 金のしゃちほこスライム   |
| 愛知県   | 熱田神宮                         | ういろう                 |
| 愛知県   | 犬山城                           | ひつまぶし               |
| 愛知県   | 豊田スタジアム                   | ミソカツ                 |
| 三重県   | 鬼ヶ城                           | くノ一verスライム        |
| 三重県   | 夫婦岩                           | 伊勢のエビ               |
| 三重県   | 鈴鹿サーキット                   | サーキットの模型         |
| 三重県   | 志摩スペイン村                   | 松阪の牛                 |
| 滋賀県   | 甲賀の里忍術村                   | 忍びスライム             |
| 滋賀県   | 彦根城                           | たぬきの置物             |
| 滋賀県   | 高島市メタセコイア並木           | 鮒のお寿司               |
| 滋賀県   | びわ湖バレイ(入口)               | 赤いこんにゃく           |
| 京都府   | 天橋立                           | 舞妓はんスライム         |
| 京都府   | 金閣寺                           | 金色の寺                 |
| 京都府   | 平等院鳳凰堂                     | 抹茶                     |
| 京都府   | 美山かやぶきの里                 | スライムのやつはし       |
| 大阪府   | 通天閣                           | たこやきスライム         |
| 大阪府   | 万博記念公園太陽の塔             | 大阪のお好み焼き         |
| 大阪府   | 関西空港                         | 大坂城の置物             |
| 大阪府   | 海遊館                           | ヒョウ柄のシャツ         |
| 兵庫県   | 有馬温泉                         | セーラーver.スライム     |
| 兵庫県   | 姫路城                           | 姫路城の置物             |
| 兵庫県   | 神戸ポートタワー                 | 球場の土                 |
| 兵庫県   | 淡路島ドラゴンクエスト記念碑     | DQ記念碑                 |
| 奈良県   | 平城宮跡                         | 聖徳太子スライム         |
| 奈良県   | 東大寺                           | 五重塔の置物             |
| 奈良県   | 谷瀬の吊り橋                     | 奈良のお漬け物           |
| 奈良県   | 長谷寺                           | 鹿の置物                 |
| 和歌山県 | 高野山根本大塔                   | 梅干しスライム           |
| 和歌山県 | 和歌山城                         | みかん                   |
| 和歌山県 | アドベンチャーワールド           | 柿                       |
| 和歌山県 | 那智の滝                         | 三本足のカラス           |
| 鳥取県   | 三朝温泉                         | 二十世紀梨スライム       |
| 鳥取県   | 水木しげるロード                 | 松葉ガニ                 |
| 鳥取県   | 鳥取砂丘                         | ラクダの置物             |
| 鳥取県   | 青山剛昌ふるさと館               | シロウサギの置物         |
| 島根県   | 松江城                           | みそ汁スライム           |
| 島根県   | 稲佐の浜                         | 三段重ねのそば           |
| 島根県   | 隠岐の島町                       | 縁結びのお守り           |
| 島根県   | 石見銀山                         | 銀と採掘の道具           |
| 岡山県   | 岡山城                           | ももたろうver.スライム   |
| 岡山県   | 鷲羽山第二展望台                 | 張り子の虎               |
| 岡山県   | 倉敷美観地区                     | 黍団子                   |
| 岡山県   | 備中松山城                       | 備前の焼き物             |
| 広島県   | 原爆ドーム                       | もみじ饅頭スライム       |
| 広島県   | 厳島神社大鳥居                   | 水に浮かぶ鳥居のオブジェ |
| 広島県   | 大和ミュージアム                 | 大粒の牡蠣               |
| 広島県   | 尾道の千光寺                     | 広島のお好み焼き         |
| 山口県   | 錦帯橋                           | ふぐスライム             |
| 山口県   | 唐戸市場                         | 車エビ                   |
| 山口県   | 角島瀬崎陽の公園                 | 瓦そば                   |
| 山口県   | 松下村塾                         | 夏みかんの花             |
| 徳島県   | 阿波おどり会館                   | アワオドリverスライム    |
| 徳島県   | 鳴門大橋                         | 鳴門巻き                 |
| 徳島県   | 祖谷のかずら橋                   | お遍路の服               |
| 徳島県   | 薬王寺                           | ウミガメ                 |
| 香川県   | 丸亀城                           | さぬきのうどんスライム   |
| 香川県   | 栗林公園                         | オリーブ                 |
| 香川県   | 琴電琴平駅                       | 銭形砂絵                 |
| 香川県   | 小豆島エンジェルロード           | 真っ白な風車の置物       |
| 愛媛県   | 道後温泉                         | イヨカンスライム         |
| 愛媛県   | 宇和島城                         | みかんジュース           |
| 愛媛県   | 大山祇神社                       | タオル                   |
| 愛媛県   | 佐田岬                           | じゃこ天                 |
| 高知県   | 四万十市勝間沈下橋               | 土佐犬スライム           |
| 高知県   | 桂浜の坂本龍馬像                 | 龍馬の像                 |
| 高知県   | 香美市立やなせたかし記念館       | 文旦                     |
| 高知県   | 室戸岬                           | 鰹                       |
| 福岡県   | 福岡ドーム                       | にわかなおめんスライム   |
| 福岡県   | 小倉城                           | もつ鍋                   |
| 福岡県   | 太宰府天満宮                     | とんこつラーメン         |
| 福岡県   | 桜井二見ヶ浦鳥居                 | 明太子                   |
| 佐賀県   | 唐津城                           | ムツゴロウスライム       |
| 佐賀県   | 祐徳稲荷神社                     | がめ煮                   |
| 佐賀県   | 有田ポーセリンパーク             | 有田の焼き物             |
| 佐賀県   | 吉野ケ里歴史公園                 | 青銅の鏡                 |
| 長崎県   | ハウステンボスの風車             | カステイラスライム       |
| 長崎県   | 島原城                           | 長崎ちゃんぽん           |
| 長崎県   | グラバー園                       | 出島の置物               |
| 長崎県   | カトリック堂崎天主堂             | ビードロ                 |
| 熊本県   | 白川水源                         | スイカスライム           |
| 熊本県   | 熊本城                           | 熊本城の置物             |
| 熊本県   | 崎津教会                         | からしレンコン           |
| 熊本県   | 黒川温泉                         | 馬刺し                   |
| 大分県   | 原尻の滝                         | かぼすスライム           |
| 大分県   | 大分空港                         | とり天                   |
| 大分県   | 別府タワー                       | 赤い温泉の置物           |
| 大分県   | 金鱗湖                           | たけざいく               |
| 宮崎県   | 鵜戸神宮                         | マンゴースライム         |
| 宮崎県   | 宮崎市フェニックス自然動物園     | のぼりざる               |
| 宮崎県   | 高千穂峡                         | ひゅうがなつ             |
| 宮崎県   | 生駒高原                         | チキン南蛮               |
| 鹿児島県 | 屋久島白谷雲水峡                 | さつまいもスライム       |
| 鹿児島県 | 西郷隆盛銅像                     | 桜島の置物               |
| 鹿児島県 | 霧島神宮                         | りっぱな大根             |
| 鹿児島県 | 知覧武家屋敷庭園                 | 黒豚の置物               |
| 沖縄県   | 首里城守礼門                     | 琉球スライム             |
| 沖縄県   | 平和祈念公園                     | さとうきび               |
| 沖縄県   | 美ら海水族館                     | ちんすこう               |
| 沖縄県   | 伊良部大橋                       | シーサーの置物           |

#### エクストラおみやげ

##### 台湾
| 地域           | 場所           | おみやげ             |
| -------------- | -------------- | -------------------- |
| 北部           | 故宮博物院     | 白菜の置物           |
| 北部           | 新竹城隍廟     | 新竹のビーフン       |
| 北部           | 中正紀念堂     | スライム小籠包       |
| 北部           | 九份           | 九份の提灯           |
| 中部および離島 | 奎壁山摩西分海 | 玄武岩の印鑑         |
| 中部および離島 | 宮原眼科       | 太陽餅スライム       |
| 中部および離島 | 高美湿地       | タピオカミルクティー |
| 東部           | 嘉義鉄道芸術村 | 電車の模型           |
| 東部           | 東大門夜市     | 焼きトウモロコシ     |
| 東部           | 太魯閣         | 太魯閣の綿布         |
| 南部           | 赤崁楼         | 牛肉湯               |
| 南部           | 旗津           | いか焼きスライム     |

### カジノ
スロットとツモるんです（麻雀）で遊び、コインを獲得して景品と交換できる。ニャンバーズ（宝くじ）は週に10枚まで交換可能。

### なかまモンスター
仲間にしたモンスターを育てて、対戦が可能。
各モンスターには性格が7種類あり、仲間にした性格の数だけキャラクターへのステータス強化の報酬が得られる。

#### まものランド
下記の動物園や水族館などのスポットでなかまモンスターを寄贈すると報酬が得られる。
| 都道府県 | 場所                                 |
| -------- | ------------------------------------ |
| 北海道   | おびひろ動物園                       |
| 北海道   | 登別マリンパークニクス               |
| 北海道   | ノースサファリサッポロ               |
| 北海道   | おたる水族館                         |
| 北海道   | サケのふるさと 千歳水族館            |
| 青森県   | 弘前市弥生いこいの広場               |
| 岩手県   | 盛岡市動物公園ZOOMO                  |
| 岩手県   | 岩手サファリパーク                   |
| 宮城県   | 仙台うみの杜水族館                   |
| 秋田県   | 秋田市大森山動物園                   |
| 秋田県   | 男鹿水族館GAO                        |
| 山形県   | 鶴岡市立加茂水族館                   |
| 山形県   | 河北町児童動物園                     |
| 福島県   | 東北サファリパーク                   |
| 福島県   | アクアマリンふくしま                 |
| 福島県   | アクアマリンいなわしろカワセミ水族館 |
| 茨城県   | 東筑波ユートピア                     |
| 栃木県   | 那須どうぶつ王国                     |
| 栃木県   | 那須サファリパーク                   |
| 栃木県   | 宇都宮動物園                         |
| 群馬県   | 群馬サファリパーク                   |
| 群馬県   | 桐生が岡動物園                       |
| 埼玉県   | 東武動物公園                         |
| 埼玉県   | さいたま水族館                       |
| 埼玉県   | 宝登山小動物公園                     |
| 埼玉県   | 大宮公園五差路時計台                 |
| 千葉県   | 市川市動植物園                       |
| 千葉県   | 市原ぞうの国                         |
| 東京都   | 羽村市動物公園                       |
| 東京都   | 町田リス園                           |
| 東京都   | 足立区生物園                         |
| 神奈川県 | 横浜・八景島シーパラダイス           |
| 新潟県   | 新潟市水族館 マリンピア日本海        |
| 富山県   | 魚津水族館                           |
| 石川県   | のとじま水族館                       |
| 福井県   | 鯖江市西山動物園                     |
| 山梨県   | 山梨県立富士湧水の里水族館           |
| 長野県   | 長野市茶臼山動物園                   |
| 長野県   | 小諸市動物園                         |
| 長野県   | 飯田市立動物園                       |
| 岐阜県   | アクア・トトぎふ                     |
| 静岡県   | 伊豆シャボテン動物公園               |
| 静岡県   | 伊豆アニマルキングダム               |
| 静岡県   | 三島市立公園楽寿園                   |
| 静岡県   | 熱川バナナワニ園                     |
| 愛知県   | 鞍ヶ池公園                           |
| 愛知県   | 岡崎市東公園動物園                   |
| 愛知県   | 豊橋総合動植物公園                   |
| 三重県   | 大内山動物園                         |
| 三重県   | 鳥羽水族館                           |
| 滋賀県   | 滋賀県立琵琶湖博物館                 |
| 滋賀県   | めっちゃおもろい動物園               |
| 京都府   | 福知山市動物園                       |
| 大阪府   | 池田市立五月山動物園                 |
| 大阪府   | 天王寺動物園                         |
| 兵庫県   | 神戸どうぶつ王国                     |
| 兵庫県   | 神戸市立王子動物園                   |
| 兵庫県   | 姫路セントラルパーク                 |
| 奈良県   | わんぱくどうぶつえん                 |
| 和歌山県 | 串本海中公園                         |
| 鳥取県   | とっとり賀露かにっこ館               |
| 島根県   | 島根県立しまね海洋館アクアス         |
| 岡山県   | 池田動物園                           |
| 岡山県   | 渋川マリン水族館                     |
| 岡山県   | 渋川動物公園                         |
| 広島県   | 宮島水族館                           |
| 山口県   | 周南市徳山動物園                     |
| 山口県   | ときわ動物園                         |
| 山口県   | 秋吉サファリランド                   |
| 徳島県   | とくしま動物園                       |
| 香川県   | しろとり動物園                       |
| 愛媛県   | 虹の森公園おさかな館                 |
| 高知県   | 高知県立のいち動物公園               |
| 高知県   | 足摺海洋館SATOUMI                    |
| 高知県   | 桂浜水族館                           |
| 福岡県   | 久留米市鳥類センター                 |
| 福岡県   | 福岡市動植物園                       |
| 佐賀県   | （なし）                             |
| 長崎県   | 西海国立公園九十九島動植物園きらら   |
| 長崎県   | 長崎バイオパーク                     |
| 熊本県   | 熊本市動植物園                       |
| 熊本県   | 阿蘇カドリー・ドミニオン             |
| 大分県   | くじゅう自然動物園                   |
| 大分県   | 大分マリーンパレス水族館うみたまご   |
| 宮崎県   | 宮崎市フェニックス自然動物園         |
| 鹿児島県 | 鹿児島市平川動物公園                 |
| 鹿児島県 | 長崎鼻パーキングガーデン             |
| 沖縄県   | 沖縄こどもの国                       |
| 沖縄県   | ネオパークオキナワ                   |
| 沖縄県   | 沖縄美ら海水族館                     |

## 登場キャラクター
フィールド上でエンカウントするモンスターについては、ドラゴンクエストのモンスター一覧を参照されたい。
スラミチ
方位磁針を背負ったスライムで、ゲームのいたるところでガイド（道案内）をしてくれる。また自宅に泊まるのと同じように、完全回復させることもできる。ミチは「道」に由来し、様々な案からわかりやすさを優先して採用された。

### オリジナルモンスター
登場するモンスターのほとんどは今までのシリーズと同様であるが、イベント・ストーリー等の期間限定の以下のモンスターは初登場である。
- キングミニデーモン (イベント)（悪魔大王）
- おひなさまスライム (強敵)（ひなまつり）
- スナノサウルス (イベント)（砂漠といにしえの神殿）
- まなつのせんし (強敵)（南の島とあぶない果実）
- スイカ岩 (イベント)（南の島とあぶない果実）
- キングスイカ岩 (メガモンスター)（南の島とあぶない果実）
- トロピカルドラゴ (強敵)（南の島とあぶない果実）
- キラーベンダーマシン (イベント)
- MCカンダタ（バズールカンダタ、かんだたん）（強敵）（前夜祭イベント）
- 記念大王(賀正2021、賀正2022、1.0、1.5、2.0、2.5、3.0)スライム（メガモンスター）（新年、周年祝いメガモンスター）
- 暴嵐天バリゲーン（碧落天バリゲーン）（メガモンスター・四天王）（導きの英雄たち）
- フランケンゴーレム（強敵）（ハロウィン）
- ローソンキングスライム（イベント）
- おんせんスライム（イベント）
- メタルかがみもち（正月限定ザコ）
- マリンバブル（イベント）（海賊アロン）
- パイレーツプリズナー（イベント）（海賊アロン）
- おたからミミック（イベント）
- メタスラ＆ゴールドマン（イベント）（ゴールデンWALK）
- メガゴールドマン（メガモンスター）（ゴールデンWALK）
- パ・リーグ6球団モンスター（メガモンスター）（パ・リーグ6球団キャンペーンモンスター）
- キラーピッチングマシン（メガモンスター）（パ・リーグ6球団キャンペーンモンスター）
- バンユウ（強敵）（魔法戦士の光と影）
- トロピカルアミーゴ（強敵）（あぶない水着イベント'21）
- デカモンスター（イベント）（小さな島の大きな魔鳥）
- オオヌシガルーダ（メガモンスター）（小さな島の大きな魔鳥）
- さまようフェンサー（メガモンスター）（フェンサーキャンペーン）
- メタルつむり（ザコ）（ストーリー11章）
- はくろうじゅ（ザコ）（ストーリー11章）
- キラースロットマシン（ザコ）（スロットボーナス）
- おしろつむり（イベント）（各城に出現）
- たまねぎスライム（イベント）（ドラゴンクエストアイランド）
- サンライズスライム（メガモンスター）（お正月イベント2022）
- アイスフライ（イベント）（豪氷天）
- 豪氷天グリザード（蒼茫天グリザード）（メガモンスター・四天王）（豪氷天）
- さくらボンボン（イベント）（桜イベント）
- スライムヒーローズ（強敵）（失われしふっかつのじゅもん）
- 闇の覇者りゅうおう（メガモンスター）（失われしふっかつのじゅもん）
- まじょのかげ（イベント）（賢者と受け継がれしさとりのしょ）
- テンスライム（イベント）（ドラゴンクエストX）
- 欲望の魔人（ギガモンスター）（3周年）
- 灼爍天ブレア（メガモンスター・四天王）（3周年）
- Coke Onコラボモンスター（イベント）（Coke Onコラボ）
- デスアンドレアル（強敵）（クリフト外伝）
- 究極進化エビルプリースト（メガモンスター）（クリフト外伝）
- カジノ大王スライム（カジノ経験値が5万以上貯まっているとき）
- ふじやまスライム（2023年の新年）
- おににゅうどう（強敵）（ニンジャ見参！）
- 魔王の巨腕（ボス）（13章）
- 血染めの魔剣（覚醒千里行）
- マスタードラゴン邪（ギガモンスター）（3.5周年）
- はれおとこ（晴れの日の1日1回限定のザコ）
- あめおとこ（雨の日の1日1回限定のザコ）
- シンジュワラビー
- 乗馬天ブレア（エイプリルフール限定メガモンスター）
- 乗馬ブラザーズ（エイプリルフール限定イベントモンスター）
- 梅雨大王スライム（メガモンスター）

## コラボレーション
- 2020年1月27日 - 日本の清涼飲料事業会社「サントリー食品インターナショナル」の自動販売機がかいふくスポットとして登場[47]。
- 2020年10月27日-日本のコンビニエンスストア「ローソン」の店舗がローソンスポットとして登場。
- 2022年11月1日 - 日本コカ・コーラの無料の専用スマートフォンアプリと連動したサービス「coke on」とコラボし、さわるとHPとMPが全回復する自動販売機スポットが登場。コラボ限定モンスターも登場した。

## リアルウォーキングイベント
「ドラゴンクエスト ウォーキング」と銘打たれた、公園やテーマパークなどを会場としたリアルイベント。会場をゲームのフィールドに見立て、オリエンテーリングの形式でマップ上にある「スタンプスポット」へ実際に歩いて移動し、全てのスポットを回ればコンプリートとなる。会場のスタンプスポットのある場所には、イベントと同じシチュエーションのリアルキャラクターやスポットが登場する。イベント本編に戦闘はないが、フィールドにはご当地モンスターやイベント限定のメガモンスターが出現し任意に戦える。
第1回は関西圏の万博記念公園を会場に、2022年12月3日、4日に参加費無料で開催されたが、運営の想定を上回る数のプレイヤーが参加したため、会場へ入園するための混雑や深刻な通信障害、参加特典が早期に配布終了するなどのトラブルが発生し、SNSには多数の苦情が投稿された。その反省を踏まえ、翌年関東圏の富士急ハイランドで開催された第2回は、事前にプレイヤーへのアンケートを行うなどして運営方法を検討。チケット制の有料イベントとして参加人数を制限し、参加者全員に特典を配布、会場内に移動基地局車を手配して通信インフラを整えるなど、対策を講じたことでトラブルは激減した。以降、同様の体裁で開催されている。第5回は全国初の試みとして、開催前後を含めた10月31日から11月3日にかけてアーケードがある仙台市中心部6つの商店街で関連企画「ドラゴンクエストウォーキング秋祭り」を展開。
- 第1回「ドラゴンクエスト ウォーキング＜WEST＞」 - 2022年12月3日、4日開催、会場：万博記念公園（大阪府吹田市）
- 第2回「ドラゴンクエスト ウォーキング＜EAST＞」 - 2023年10月19日～22日開催、会場：富士急ハイランド＆コニファーフォレスト（山梨県富士吉田市）
- 第3回「ドラゴンクエスト ウォーキング＜九州＞」 - 2024年11月16日、17日開催、会場：グリーンランド（熊本県荒尾市）
- 第4回「ドラゴンクエスト ウォーキング＜北海道＞」 - 2025年6月7日開催、会場：エスコンフィールドHOKKAIDO＆北海道ボールパークFビレッジ（北海道北広島市）
- 第5回「ドラゴンクエスト ウォーキング＜東北＞」 - 2025年11月1日～2日開催、会場：やまいち七北田公園＆ユアテックスタジアム仙台（宮城県仙台市）

## 評価
業界アナリストのセルカン・トートは、新作発表会中に「東京のスクウェア・エニックスは、『ドラゴンクエストウォーク』と題された正に恥知らずなポケモンGOクローンの新作発表会を、現在行っている」と批評するツイートをした。

## 問題
Google Maps Platformの位置情報を元に、ゲームアイテムなどを入手できるスポットがランダムに配置されるため、拝観料が必要な寺院や住宅などの私有地、赤坂御用地などの立入禁止区域内にもスポットが配置されてしまう。このような理由から、モラルを欠いたユーザーが、料金を払わずに施設に入場したり、深夜に車やバイクなどで訪れたりし、通報、騒音苦情が警察や制作元に寄せられる事態となった。
愛知県内で自動車の運転中に本ゲームをプレイ（ながら運転）して、死傷事故が発生した例もある。